# Le Petit Journal (site web)
Pour les articles homonymes, voir Le Petit Journal.
Le Petit Journal est un média en ligne destiné à l'information de lecteurs français expatriés ou plus largement francophones.

## Histoire
Le Petit Journal est créé en 2001 à Mexico par le journaliste Hervé Heyraud (d), alors expatrié,. Le journal se développe rapidement dans plusieurs villes du monde, permettant aux Français expatriés de recevoir gratuitement après inscription sur le site une lettre d'information quotidienne qui les tient au courant des nouvelles de France.
En 2006, Le Petit journal compte 60 000 abonnés, et il est présent dans seize villes. Son chiffre d'affaires global est de 250 000 euros, obtenu grâce aux publicités et petites annonces payantes. La croissance double chaque année.
En 2012, Le Petit Journal compte 155 000 abonnés et il est constitué de 40 éditions dans des villes comme Dublin, Rome, Berlin, Athènes, Bucarest, Buenos Aires, Bangkok, Hong Kong, Sydney, etc. Chaque édition fournit également une information locale,.
À partir de 2013, le site organise un concours des « Meilleurs expatriés de l'année », intitulé « Les Trophées des Français de l'étranger », qui récompensent sept personnes pour la qualité de leurs parcours à l'étranger dans sept catégories, par exemple la catégorie « Éducation », dont le prix est remis par le CNED. Les vainqueurs gagnent un billet d'avion aller-retour pour venir recevoir leurs médailles au Quai d'Orsay,.

## Contenu
C'est un quotidien en ligne gratuit et financé par des annonceurs.
Son principe repose sur l'association d'informations générales et d'informations locales dans différentes villes.
Il s'appuie sur une lettre d'information quotidienne envoyée aux abonnés. 

## Fonctionnement
En 2006, Le Petit Journal compte sept salariés, un en France et six à Mexico, ainsi que seize partenaires à travers le monde. D'après le fondateur, Hervé Heyraud, ses partenaires sont « liés par un contrat commercial, proche de la franchise », et ils ont la charge à la fois de rédiger les informations locales et de vendre des emplacements aux annonceurs. Les partenaires reversent un « loyer » au Petit Journal en échange de l'exploitation de la marque, du concept, du support informatique, du secrétariat de rédaction et des informations en provenance de la métropole, qui forment un tronc commun pour toutes les éditions. Installé à Bangkok, Hervé Heyraud assure le suivi des collaborations en cours et la formation de nouveaux collaborateurs pour couvrir l'actualité dans de nouvelles villes.

## Distinctions et récompenses
Le journal a été couronné par plusieurs prix : prix Michel Colonna d’Istria – Groupement des éditeurs de services en ligne (2005), prix de la Culture nationale de Catalunya (Barcelone, 2008) et prix franco-allemand du journalisme - catégorie Internet (édition Allemagne, 2009).